# Gens Petrònia
La gens Petrònia (llatí: gens Petronia) va ser una família romana d'origen plebeu, un avantpassat de la qual, Petroni Sabí, hauria viscut en temps de Tarquini el Superb. Se suposa que els Petronis haurien estat d'origen sabí.
Durant la República gairebé no són mencionats i en temps d'August torna a aparèixer un Petroni Turpilià triumvir. Amb l'Imperi en canvi es troben sovint citats pels escriptors i a les inscripcions amb diversos cognoms. Uns quants Petronis van obtenir la dignitat consular i un d'ells, Petroni Màxim, va ser emperador l'any 455. La figura més important dels Petroni és l'escriptor Gai Petroni.
Personatges destacats van ser:
- Gai Petroni, prefecte d'Egipte
- Gai Petroni Àrbitre, escriptor romà
- Petroni, metge romà
- Petroni Turpilià, triumvir en temps d'August